# 空中别墅

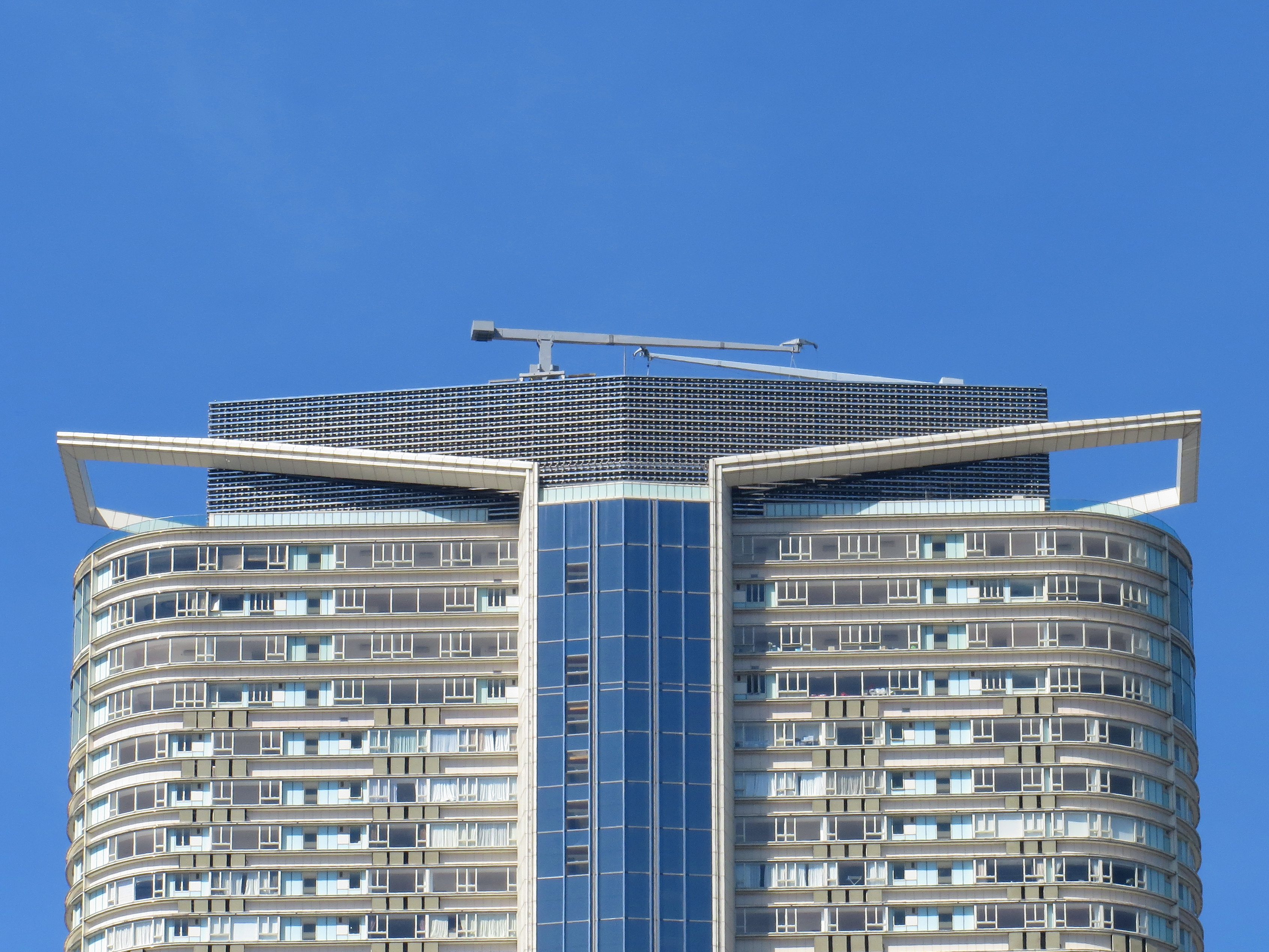
香港尖沙咀名鑄63至67樓的高層複式單位

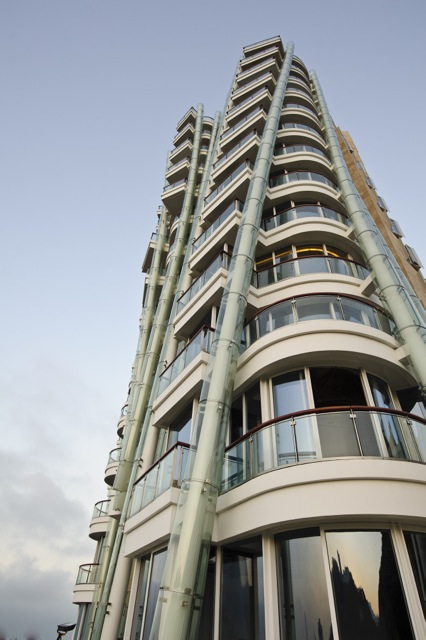
香港司徒拔道53號（傲璇）

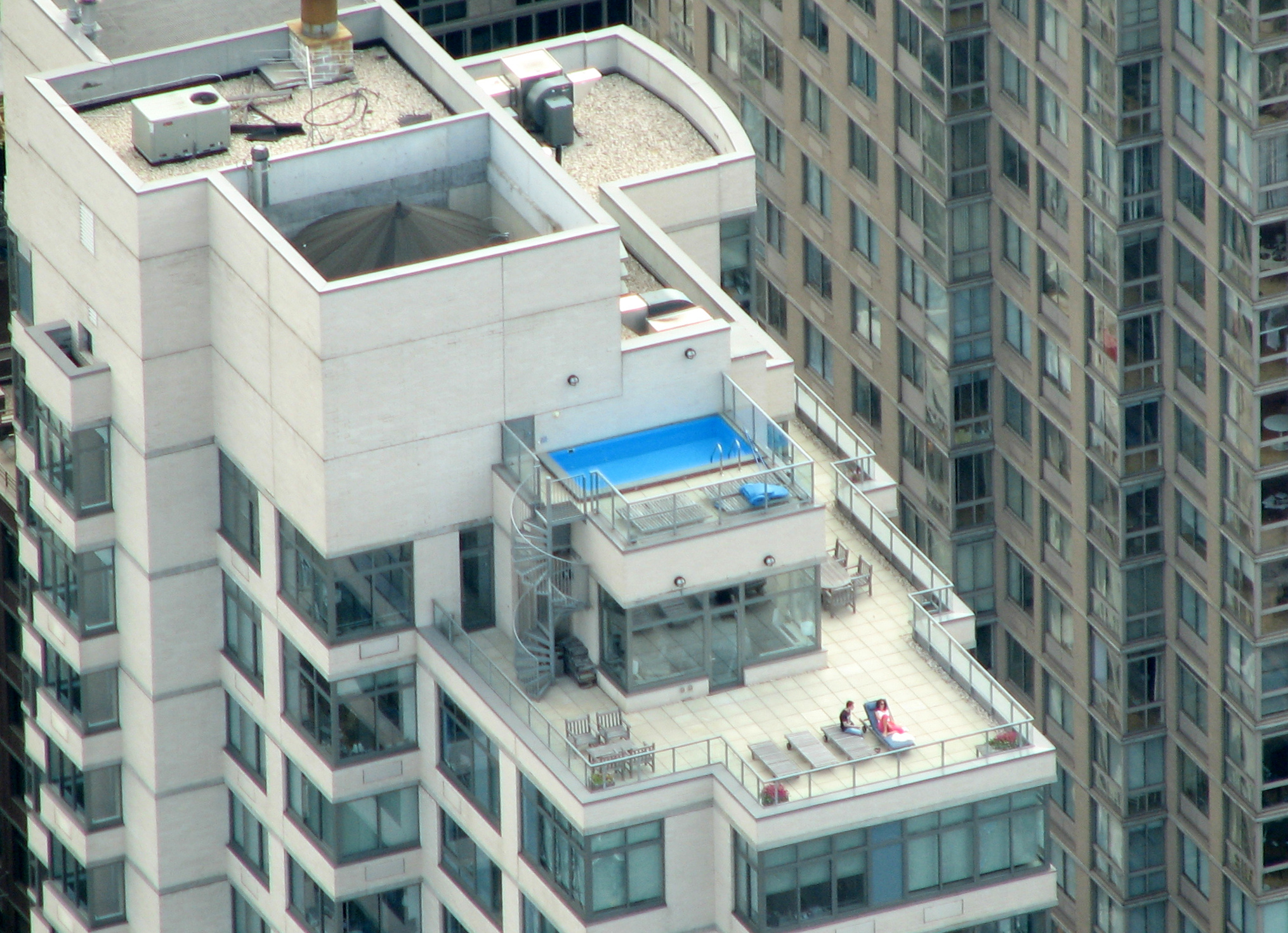
美国纽约带有游泳池的空中别墅

空中别墅或稱高層複式單位，是指建在高层楼顶端具有别墅形态的跃层住宅，多为相連或複式單位。空中别墅主要存在于高尚住宅的顶层，通常价格較為昂贵。由於其视野开阔，面积大及设施顶级， 因此空中别墅的奢华格调常和豪宅联系在一起。出版商鮑伯·古喬內将其杂志命名为《阁楼》（英语：Penthouse，意即“空中别墅”），其商标口号为“顶级生活”（英语：Life on Top）。

## 历史
空中别墅的概念产生于号称「咆哮的二十年代」的1920年代，当时经济增长促成美国经济中心纽约建筑业兴旺，美国富人对城市生活的高需求导致楼顶奢侈别墅的产生。
出版商Conde Nast位于纽约公园大道1040号的顶层复式公寓是最早的空中别墅之一。该楼房1923年的最初设计是在每层建3个单位，顶层建额外的仆人住房，但是1924年该楼房上部空间被用于建造Nast的复式单位，于是位于顶层一角的这个单位被重新设计成私人家庭住房，屋顶有娱乐沙龙，之间有楼梯相连。该单位由Elsie de Wolfe按照法国风格装修，1925年完工。Conde Nast的复式别墅被用于很多奢华派对。